# Wilhelm Jernsköld
Wilhelm Jernsköld, född Keldunck 15 september 1617, död 3 maj 1690 i Grevbäcks socken, nuvarande Hjo kommun, var en svensk militär, viceguvernör över Bohuslän och stamfar för den utslocknade adelsätten Jernsköld.

## Biografi
Wilhelm Keldunck var son till den tyskfödde kaptenen Didrik Keldunck, som hade gått i svensk tjänst, och dennes hustru Catharina Hising. Enligt overifierade uppgifter var Didrik Keldunck även fogde i Skånings härad på Västgötaslätten och Catharina Hising dotter till Carl Olofsson Hising, skolmästare i Arboga och kyrkoherde i Fellingsbro. En äldre broder till Wilhelm Keldunck, överstelöjtnanten Johan Keldunck (1616–1666), adlades 1651 med namnet Järnefelt. Dennes ätt fortlever i  Finland.
Wilhelm Keldunck tjänstgjorde i den svenska krigsmakten under 30-åriga kriget. År 1645 var han kapten vid Per Ribbings värvade regemente, omtalat som Västgöta knektar. Han adlades 1648 med namnet Jernsköld och introducerades på Riddarhuset året efter under nummer 431. Han blev sedan 1650 major vid Västgöta-Dals regemente, överstelöjtnant 1657 och överste 1660. Han fick avsked från regementet 1680. Under åren 1658–1660 var han kommendant på Karlstens fästning vid Marstrand och  1577, då Rutger von Ascheberg var guvernör, blev han viceguvernör över Bohuslän.
Om Jernskölds verksamhet i yngre år citeras från riddarhusgenealogierna: "Han hade utstått mycket ont och ofta varit kväst och fången, fick 1660 konung Carl X Gustafs bild i guld att bära i en kostelig guldkedja."
Wilhelm Jernsköld ägde tre sätesgårdar, Munkeberg i Grevbäcks socken, idag Hjo kommun, Smedstorp i Björketorps socken, i dag Härryda kommun och Ingesered i Sätila socken, idag Marks kommun. Alla gårdarna ligger idag i Västra Götalands län. Munkeberg, som var den största och förnämsta, och som tidigare hade tillhört släkten Hård af Segerstad förvärvades 1673 genom byte mot Ingsered, som emellertid åter förvärvades av Jernsköld 1695.
Till Grevbäcks kyrka, församlingskyrkan till Munkeberg lät familjen Jernsköld bygga ett gravkor där Wilhelm och flera av hans närmaste varit gravlagda. Kistorna har emellertid senare flyttats, och gravkoret används i dag som sakristia.

## Familj
Wilhelm Jernsköld var gift med Viveka Sittman, dotter till borgmästaren i Nylöse Allert Siltman och Brita Andersdotter (Hök), som efter makens död blev en framstående person i den unga staden Göteborgs näringsliv.
De hade sex barn som nådde vuxen ålder. Äldste sonen Lennart hade påbörjat en militär karriär men begick ett dråp och gick i landsflykt 1670 på grund av detta. Han dog utrikes samma år. Den andre sonen, Johan Jernsköld, ärvde Smedstorp och Ingsred efter fadern, där den förra gården beboddes av släktmedlemmar till 1783. Munkeberg kom att ärvas av dottern Anna, gift med majoren Jean de Laval och ärvdes sedan vidare i släkten Gyllenbååt in på 1800-talet. Även hennes  syster Christina, gift Cederschiöld, har bott på Munkeberg. De är liksom systrarna Brtia, gift Hård af Segerstad, och Catharina, gift Lindewström, gravsatta i Grevbäcks kyrka.